# Festival panafricain du cinéma et de la télévision de Ouagadougou 2025
Le FESPACO 2025 est la 29e édition du Festival panafricain du cinéma et de la télévision de Ouagadougou. Il se déroule du 22 février au 1er mars 2025 à Ouagadougou. Le thème de cette édition est « Cinémas d'Afrique et identités culturelles », qui fait l'objet d'un colloque les 25 et 26 février.
Le pays invité d'honneur est le Tchad.

## Préparation
Le Fespaco 2025 se déroule dans un contexte géopolitique où le Burkina Faso fait partie de l'Alliance des Etats du Sahel. Ces pays revendiquent une souveraineté s'appuyant sur leur identité culturelle, d'où le thème de cette édition.
Alors que Souleymane Cissé devait présider le jury longs métrages, son décès le 19 février 2025 laisse ce jury sans président. Un hommage lui est rendu à la cérémonie d'ouverture, lors d'une veillée et dans le journal du festival.
Le comité de sélection indépendant, une innovation 2021, est pour 2025 composé de critiques et programmateurs : Enoka Julien Ayemba (Cameroun), Djia Mambu (RDC), Janaina Oliveira (Brésil), Pedro Pimenta (Mozambique) ; de cinéastes : Mohamed Saïd Ouma (Comores), Hawa Essuman (Kenya), Habibou Zoungrana (Burkina Faso), Guy Désiré Yaméogo (Burkina Faso) et de la productrice Lina Chaabane (Tunisie).
L'affiche du FESPACO 2025 a été conçue par le cinéaste hollandais vivant au Burkina Faso Gidéon Vink. Elle consiste en une femme noire en regard caméra, « regard à la fois serein et déterminé, fier et dénué de complexe ». C'est « l'Afrique, mère de l’humanité ». La mosaïque de tissus (pagnes traditionnels africains comme le Faso Dan fani, le Koko dunda, le pagne ghanéen Kenté et le Bogolan) symbolise la diversité culturelle africaine tandis que le fait que ces tissus et la femme n’apparaissent que dans les lettres FESPACO illustre le propre du cinéma : le jeu du visible et de l’invisible.
Soutiens financiers : Le 8 décembre 2023, l'ambassade des États-Unis fait don d’un chèque de 109,5 millions de Francs CFA par l’ambassadrice des États-Unis, Sandra Clark, pour le coût total du projet qui vise à renforcer et digitaliser la cinémathèque africaine. Cela comporte notamment l’acquisition de matériel spécifique tel que le matériel de stockage/serveurs, les LTO (Linear Tape-Open), les scanners, etc. Le système des Nations Unies au Burkina Faso annonce le 21 février 2025, la veille de l'ouverture, un appui financier de 98,25 millions de francs CFA (156 400 dollars).
Initiative de cette édition, une Semaine de la critique organisée en partenariat avec l'Association des critiques de cinéma du Burkina Faso (ASCRIC-B)  se tient dans les locaux du Conseil économique et social (CES) avec projections et tables-rondes, ainsi que les traditionnels "débats-forum" qui permettent aux public et aux journalistes de rencontrer les cinéastes de films de la compétition passés la veille. Alors que l'ensemble des autres tables-rondes concernent l'économie du cinéma, les débats de la Semaine de la critique portent sur les films et leur esthétique.
En même temps que le Fespaco se tient un  Festival International de la Gastronomie et de l'Identité Culturelle des pays de l'Alliance des États du Sahel dans les locaux du SIAO.

## Déroulement
Le 22 février, en début de festival est organisée une cérémonie de découverte des stèles de la rue des étoiles avenue Kwame Nkrumah, mettant en lumière 140 personnalités (dont 116 Burkinabè et 24 autres issues de l’Afrique et de la diaspora), marquantes par leur contribution significative au savoir et à l’héritage culturel africain.
La cérémonie d'ouverture officielle avec le Clap d’ouverture de la 29è édition du FESPACO se tient au Palais des sports au quartier Ouaga 2000 sous la direction artistique d'Aristide Tarnagda. Puis, l'ouverture professionnelle au cinéma Canal Olympia Yennenga de Ouaga 2000 permet la présentation des jurys et la projection du film d'ouverture : Black Tea d'Abderrahmane Sissako. Une veillée d’hommage aux cinéastes disparus est ensuite organisée par la FEPACI au Cinéma Burkina. Vient alors un bal d'ouverture à l'Espace Idrissa Ouedraogo. Le lendemain dimanche, la traditionnelle cérémonie de libation a lieu sur la Place des cinéastes. Le dévoilement de la statue du réalisateur ivoirien Roger Gnoan M’Bala a lieu ensuite sur l'avenue Monseigneur Thévenoud. De même, à l'occasion du centenaire de la naissance de Paulin Soumanou Vieyra, un buste du célèbre critique et réalisateur est dévoilé devant le siège du Fespaco.
Le pays invité d'honneur est le Tchad, avec une programmation particulière et la présence du président tchadien le Maréchal Mahamat Idriss Déby Itno à la cérémonie d'ouverture. Cette invitation préfigure des coproductions entre les deux nations. Un "Village Tchad" a été installé dans l'enceinte du siège.
235 films issus de 48 pays, choisis parmi 1 351   œuvres soumises à la sélection, sont projetées durant le festival. Les projections principales ont lieu sur huit sites : Ciné Burkina, Ciné Neerwaya, Canal Olympia Ouaga 2000, Canal Olympia Pissy, siège du FESPACO, CENASA, mairie centrale (salle des fêtes et salle des délibérations), salle de l’ex-Conseil économique et social (CES). Nouveauté de cette édition, une plateforme numérique permet de réserver et acheter des places dans les salles de projection, d'acheter les badges et de consulter les programmes.
Des masterclass sont organisées avec les cinéastes Mahamat Saleh Haroun, Youssef Chebbi (étalon d'or 2023) et Kunle Afoloyan, l'architecte Diébédo Francis Kéré et le producteur Pedro Pimenta. Comme c'est de tradition au Fespaco, un défilé de mode, cette fois avec le styliste Pathé'O, se déroule sur le thème Mon vêtement, mon identité. Une exposition sur les effets spéciaux dans les films est organisée au Musée national.
Durant tout le festival, pour soutenir l'ambiance de fête renforcée par l'illumination de l'avenue Monseigneur Thevenoud depuis la place des cinéastes, la Place de la Révolution, l'Avenue Kwame-N'Krumah et l'ex-camp fonctionnaire ont été animés par des soirées musicales avec les principaux musiciens burkinabés.
Du 20 au 23 mars, le Fespaco se déplace à Bobo-Dioulasso, investissant la Maison de la culture Anselme Titiama Sanon et le Ciné Sanyon, ainsi que des établissements scolaires. Des ateliers de formation aux techniques de projections cinématographiques et à la décoration sont également organisés, ainsi qu'une masterclass de Kollo Daniel Sanou.

## Jurys
Source : catalogue officiel
Jury longs métrages de fiction
Le réalisateur malien Souleymane Cissé étant décédé le 19 février avant le festival, le jury longs métrages de fiction reste sans président. Il est composé du critique d’art et curateur camerounais Simon Njami, de la productrice et scénariste mauritanienne Kessen Tall, de la réalisatrice éthiopienne Tamara Mariam Dawit, de l’homme de lettres burkinabè Martin Zongo, de la productrice marocaine Lamia Chraïbi et de l’artiste musicien tchadien Célestin Mawndoé.
Jury Fespaco Shorts
Présidé par le journaliste et critique burkinabè Alcény Barry, le jury des courts métrages africains et de la diaspora est composé de l’acteur tchadien Youssouf Djaoro, le programmateur colombien Salym Fayad, la réalisatrice rwandaise Kantarama Gahigiri et de la réalisatrice ghanéenne Juliet Asante.
Jury documentaires longs métrages
Présidé par la productrice kenyane Judy Kibinge, le jury des documentaires longs métrages est composé du réalisateur burkinabè Salam Zampaligré, de la programmatrice brésilienne Tatiana Carvalho Costa, de l’artiste-photographe de République démocratique du Congo Sammy Baloji, de la réalisatrice et productrice tunisienne Hinde Boujemaa, de la curatrice ivoirienne Illa Donwahi et du réalisateur cap-verdien Carlos Yuri Ceuninck.
Jury de la section Perspectives
Présidé par le réalisateur sud-africain Teboho Edkins, le jury de la section Perspectives est composé de l’actrice burkinabè Roukiata Ouedraogo, du réalisateur et producteur ivoirien Alex Ogou, du réalisateur nigérian C. J. Obasi et de la critique ivoirienne Fatou Kiné Sène.
Jury Burkina Films
Présidé par le réalisateur tchadien Issa Serge Coelo, le jury de la section Burkina films est composé du réalisateur du Congo Brazzaville Amog Lemra, de l’acteur burkinabè Serge Henry, de l’enseignant-chercheur marocain Cherqui Ameur et de l’artiste et réalisatrice mozambicaine Yara Costa.

Jury Films des Écoles africaines de cinéma
Présidé par le producteur malien Fousseyni Diakité, le jury Films des Écoles africaines de cinéma est composé de la directrice de festival centrafricaine Sylviane Gboulou, le scénariste burkinabè Inoussa Kaboré, la critique malgache Domoina Ratsara et la réalisatrice nigérienne Amina Abdoulaye Mamani.
Jury du prix Thomas Sankara
Présidé par le réalisateur et producteur rwandais Kivu Ruhorahoza, le jury du prix Thomas Sankara est composé du réalisateur burkinabè Yuluka Luc Damiba et de la réalisatrice tchadienne Zara Mahamat Yacoub.
Jury séries et animations
Présidé par le réalisateur burkinabè Eric Hervé Lengani, le jury séries et animations est composé de la productrice togolaise Ingrid Agbo, de l’actrice ivoirienne Eve Sandrine Guehi, du chercheur de RDC Daddy Dibinga et de l’animateur camerounais Claye Edou.
Jury Yennenga post-production
Présidé par le réalisateur sénégalais Abdoul Aziz Cissé, le jury Yennenga post-production est composé du directeur de la photographie burkinabè Abdul Aziz Diallo, du réalisateur marocain Mohamed Ahed Bensouda, de la programmatrice ghanéenne Jacqueline Siah et du monteur et réalisateur libyen Khalid Shamis.
Jury Yennenga coproduction
Il est composé de Jihan El Tahri, Denis Cougnaud et Souleymane Kébé.
Jury Prix Paul Robeson de la diaspora
Présidé par la programmatrice canadienne Nataleah Hunter-Young, le jury du prix Paul Robeson de la diaspora est composé du réalisateur burkinabè Fabien Diao et du conseiller économique sud-africain Themba Bhebhe
Jury de la Semaine de la critique
Présidé par l’universitaire nigérien Youssoufa Halidou Harouna, le jury de la Semaine de la critique est composé du réalisateur béninois Sylvestre Amoussou et de la critique burkinabè Annick Rachel Kandolo.
La marraine des ateliers Yennenga est la réalisatrice burkinabè Apolline Traoré.

## Bilan
425 projections ont été organisées sur 12 sites différents. 13 500 festivaliers accrédités ont pris part au festival, parmi lesquels plus de 3 500   professionnels du cinéma et de l’audiovisuel et près de 2 000 journalistes venus de 53 pays à travers le monde. Les projections ont été étendues à cinq chefs-lieux de provinces, cinq communes rurales de la province du Kadiogo, ainsi que dans cinq quartiers de Ouagadougou et à l’Hôpital militaire Capitaine Halassane Coulibaly du Camp Sangoulé Lamizana. Dans son allocution à la cérémonie de clôture, le délégué général Alex Moussa Sawadogo a évoqué les problèmes d’infrastructures, le manque de financements, ainsi que la difficulté de distribution des œuvres africaines à l'international.
Martin Zongo, porte-parole du jury fiction long métrage en raison du décès de son président Souleymane Cissé, a évoqué les raisons pour donner l'Étalon d'or de Yennenga à Katanga, la danse des scorpions de Dani Kouyaté : « le caractère intemporel et universel de sa cruciale thématique », « la savoureuse magie qui a permis de fixer l'intemporalité de notre contemporaine actualité », « le traitement de cet important sujet » ou encore « son fort ancrage culturel à travers ses décors, son costume et la valorisation de son identité linguistique ». Le réalisateur a précisé qu'il « voudrai dédier cet Étalon d'or au vaillant peuple du Burkina Faso et à tous ceux morts sur le champ de bataille pour défendre notre patrie. La lutte est âpre mais la victoire est certaine ».

## Sélection officielle
Source : catalogue officiel (films par ordre alphabétique de titres dans les sections replacés ici par ordre alphabétique de pays)
1351 films ont été visionnés, 235 ont été sélectionnés, représentant 48 pays.

### Compétition fiction long métrage
17 films de treize pays sont en compétition pour l'Étalon d'or de Yennenga. Cinq sont réalisés par des femmes.
| Titre                           | Réalisation                       | Pays                             | Minutes |
| ------------------------------- | --------------------------------- | -------------------------------- | ------- |
| L'Effacement                    | Karim Moussaoui                   | Algérie                          | 91      |
| Malès                           | Antonio Pitanga                   | Brésil                           | 113     |
| Katanga, la danse des scorpions | Dani Kouyaté                      | Burkina Faso                     | 113     |
| Les Invertueuses                | Aïcha Boro                        | Burkina Faso                     | 96      |
| Hanami                          | Denise Fernandes                  | Cap-Vert                         | 96      |
| Nome                            | Sana Na N'Hada                    | Guinée-Bissau                    | 117     |
| Sanko, le rêve de Dieu          | Mariam Kamissoko, Fousseyni Maïga | Mali                             | 117     |
| Everybody Loves Touda           | Nabil Ayouch                      | Maroc                            | 102     |
| Toutes les couleurs du monde    | Babatunde Apalowo                 | Nigeria                          | 93      |
| Augure                          | Baloji                            | République démocratique du Congo | 95      |
| La Mariée (The Bride)           | Myriam Birara                     | Rwanda                           | 73      |
| Demba                           | Mamadou Dia                       | Sénégal                          | 116     |
| Le village proche du Paradis    | Mo Harawe                         | Somalie                          | 113     |
| Goodbye Julia                   | Mohamed Kordofani                 | Soudan                           | 120     |
| Diya, le prix du sang           | Achille Ronaimou                  | Tchad                            | 95      |
| Les Enfants rouges              | Lotfi Achour                      | Tunisie                          | 97      |
| On Becoming a Guinea Fowl       | Rungano Nyoni                     | Zambie                           | 99      |

### Compétition documentaire long métrage
| Titre                                      | Réalisation          | Pays                             | Minutes |
| ------------------------------------------ | -------------------- | -------------------------------- | ------- |
| Mother City                                | Miki Redelinghys     | Afrique du Sud                   | 103     |
| Amikki                                     | Celia Boussebaa      | Algérie                          | 104     |
| L'Homme qui plante les baobabs             | Michel K. Zongo      | Burkina Faso                     | 73      |
| Mambar Pierrette                           | Rosine Mbakam        | Cameroun                         | 93      |
| Loin de moi la colère                      | Joël Akafou          | Côte d'Ivoire                    | 93      |
| Abo Zaabal                                 | Bassam Mortada       | Égypte                           | 89      |
| L'Homme-vertige                            | Malaury Eloi Paisley | Guadeloupe                       | 93      |
| L'Oubli tue deux fois                      | Pierre Michel Jean   | Haïti                            | 100     |
| Donga                                      | Muhannad Lamin       | Libye                            | 90      |
| Les Fous (Fatow)                           | Fousseny Maïga       | Mali                             | 97      |
| Sitabomboa, chez les zébus francophones    | Lova Nantenaina      | Madagascar                       | 104     |
| La Mère de tous les mensonges              | Asmae El Moudir      | Maroc                            | 96      |
| Les Nuits sentent encore la poudre à canon | Inadelso Cossa       | Mozambique                       | 93      |
| Tongo Saa (Rising up at Night)             | Nelson Makengo       | République démocratique du Congo | 95      |
| Didy                                       | Gaël Kamilindi       | Rwanda                           | 83      |

### Compétition courts métrages fiction (Fespaco Shorts 1)
| Titre                          | Réalisation            | Pays           | Minutes |
| ------------------------------ | ---------------------- | -------------- | ------- |
| Le Sacrifice                   | Nakhane Touré          | Afrique du Sud | 21      |
| Le Bisou (Boussa)              | Azedine Kasri          | Algérie        | 19      |
| Laisse-le (Deixa)              | Mariana Jaspe          | Brésil         | 15      |
| Zion                           | Licínio Januario       | Brésil         | 30      |
| Foulsare                       | Ismaël Compaoré        | Burkina Faso   | 16      |
| L'Audition                     | Kayaba Anaïs Irma Kere | Burkina Faso   | 13      |
| Sous le voile de nos silences  | Yasmine Ila Ido        | Burkina Faso   | 16      |
| Sous le rônier                 | Orokiatou Baro         | Burkina Faso   | 19      |
| Zanatany                       | Hachimiya Ahamada      | Comores        | 27      |
| Alazar                         | Beza Hailu Lemma       | Éthiopie       | 36      |
| Better than Earth              | Sherif El Bendary      | Égypte         | 23      |
| Je te promets le paradis       | Morad Mostafa          | Égypte         | 25      |
| Des rêves en bateaux de papier | Samuel Suffren         | Haïti          | 19      |
| Tile (Soleil)                  | Madougué Diabaté       | Mali           | 23      |
| Langue Maternelle              | Mariame N’Diaye        | Mali           | 24      |
| Le Père probablement           | Tayib Tolba            | Mauritanie     | 28      |
| Beutset                        | Alicia Mendy           | Sénégal        | 30      |
| Lees waxul                     | Yoro M'Baye            | Sénégal        | 21      |
| Nous les griots                | Demba Konaté           | Sénégal        | 17      |
| Katope                         | Walt Mzengi Corey      | Tanzanie       | 13      |
| Bord à bord                    | Sahar El Echi          | Tunisie        | 16      |

### Compétition courts métrages documentaire (Fespaco Shorts 2)
| Titre                         | Réalisation                           | Pays                             | Minutes |
| ----------------------------- | ------------------------------------- | -------------------------------- | ------- |
| Khamsinette                   | Assia Khemici                         | Algérie                          | 25      |
| A vos mots, âme danse         | Kiswendsida Parfait Kaboré            | Burkina Faso                     | 17      |
| Kapital                       | Simplice Herman Gnanou                | Burkina Faso                     | 13      |
| Avant 16 ans                  | Loïc Niyonkuru                        | Burundi                          | 11      |
| Sita Bella, la première       | Eugénie Metala                        | Cameroun                         | 31      |
| Le Médaillon                  | Ruth Hunduma                          | Éthiopie                         | 19      |
| Victoria                      | Sam Soko                              | Kenya                            | 12      |
| Assassinat                    | Yassine Aït Fkir                      | Maroc                            | 35      |
| Un duo radical                | Onyeka Igwe                           | Nigeria                          | 29      |
| Demain ça ira                 | Eli Maene                             | République démocratique du Congo | 15      |
| La Prière (The Rwhoo)         | Safari Sengaire                       | République démocratique du Congo | 19      |
| Murmures                      | Kivu Ruhorahoza et Christian Nyampeta | Rwanda                           | 29      |
| 2002, Bataille contre l'oubli | Abdoul Aziz Basse                     | Sénégal                          | 16      |

### Compétition Burkina Films
| Titre                                          | Genre        | Réalisation                      | Pays         | Minutes |
| ---------------------------------------------- | ------------ | -------------------------------- | ------------ | ------- |
| L'Appel de Ouaga                               | documentaire | Abdoul Aziz Sawadogo             | Burkina Faso | 34      |
| L'Inconditionnel                               | documentaire | Isabelle Christiane Kouraogo     | Burkina Faso | 15      |
| Mon avenir, ton avenir                         | documentaire | Saïdou Derra                     | Burkina Faso | 15      |
| Dans la peau de l'autre                        | fiction      | Patindé Constant Ouedraogo       | Burkina Faso | 21      |
| 75 000 francs                                  | fiction      | Kiswensida Jean Claude Ouedraogo | Burkina Faso | 23      |
| Vérité des cœurs                               | fiction      | Delphine Yerbanga                | Burkina Faso | 12      |
| Kabakourou                                     | documentaire | Soungalo Afah Nimi               | Burkina Faso | 70      |
| Le Vieil homme et le désert                    | documentaire | Issaka Compaoré                  | Burkina Faso | 62      |
| Ouezzin Danie Lazare Coulibaly, voie d'Afrique | documentaire | Bernard Yaméogo                  | Burkina Faso | 60      |
| Maladie honteuse (Yand baanga)                 | documentaire | Sekou Oumar Sidibé               | Burkina Faso | 120     |
| Braquage à Ouaga                               | fiction      | Abdoul Aziz Nikiéma              | Burkina Faso | 75      |
| ça suffit !                                    | fiction      | Alimata Ouedraogo                | Burkina Faso | 87      |
| La Conseillère                                 | fiction      | Corenthien Nana                  | Burkina Faso | 66      |
| Lala                                           | fiction      | Oumar Sambassekou                | Burkina Faso | 107     |
| Le Grand mystique et les cousins zinzins       | fiction      | Dramane Gnessi                   | Burkina Faso | 106     |
| Le Retour                                      | fiction      | Yacouba Kanou                    | Burkina Faso | 62      |
| Lionne                                         | fiction      | Rodrigue R. Kaboré               | Burkina Faso | 79      |
| Waongo (Bienvenue)                             | fiction      | Augusta Palenfo                  | Burkina Faso | 90      |
| Yikian !                                       | fiction      | Alidou Badini                    | Burkina Faso | 110     |

### Compétition Semaine de la critique
| Titre | Réalisation  | Pays                            | Minutes        |     |
| --- | ------------ | ------------------------------- | -------------- | --- |
| Alger, le bonheur Zinet | documentaire | Mohamed Latrèche                | Algérie        | 60  |
| Chroniques fidèles survenues au siècle dernier à l'hôpital psychiatrique Blida-Joinville, au temps où le Docteur Frantz Fanon était chef de la cinquième division entre 1953 et 1956 | fiction      | Abdenour Zahzah                 | Algérie        | 90  |
| Héritage : l'histoire décolonisée de l'Afrique du Sud | documentaire | Tara Moore                      | Afrique du Sud | 109 |
| In Transit | documentaire | Samuel Tomisin Aderuku          | Nigeria        | 60  |
| Le Lac bleu | fiction      | Daoud Aoulad-Syad               | Maroc          | 85  |
| Lukas | fiction      | Philippe Talavera               | Namibie        | 103 |
| Mikoko | fiction      | Angela Aquereburu Rabatel       | Togo           | 114 |
| Nous sommes tous des migrants | documentaire | Gopalene Parthiben Chellapermal | Maurice        | 62  |
| Qui est-elle ? (Quem é essa mulher?) | documentaire | Mariana Jaspe                   | Brésil         | 70  |

### Compétition Fespaco Séries
| Titre                                        | Réalisation          | Pays          | Minutes |
| -------------------------------------------- | -------------------- | ------------- | ------- |
| Charles Ornel, "Vous allez détester m'aimer" | Kismath Baguiri      | Bénin         | 26x3    |
| Bienvenue à Kikedéni                         | Aminata Diallo Glez  | Burkina Faso  | 26x3    |
| Une femme à Kosyam                           | Serge Armel Sawadogo | Burkina Faso  | 52x2    |
| Challenge                                    | Adama Roamba         | Burkina Faso  | 26x3    |
| Monkam                                       | Narcisse Wandji      | Cameroun      | 26x3    |
| Cicatrices                                   | Anurin Nwunembom     | Cameroun      | 26x3    |
| Niabla                                       | Alex Ogou            | Côte d'Ivoire | 52x2    |
| Or blanc                                     | Johanna Boyer-Dilolo | Côte d'Ivoire | 52x2    |
| Le Cavaleur et les siffleurs                 | Nadine Otsobogo      | Gabon         | 26x3    |
| Manmzel New-York                             | Mariette Monpierre   | Guadeloupe    | 26x3    |
| La Veuve                                     | Fousseny Maïga       | Mali          | 52x2    |
| Debbo                                        | Abdoulahad Wone      | Sénégal       | 52x2    |
| Hair Lover                                   | Babacar Niang        | Sénégal       | 26x3    |
| Ankara, l'héritage des Nanas Benz            | Sitou Ayité          | Togo          | 26x3    |

### Compétition Animations
| Titre                                               | Réalisation               | Pays                             | Minutes |
| --------------------------------------------------- | ------------------------- | -------------------------------- | ------- |
| Jussara                                             | Camila Ribeiro            | Brésil                           | 9       |
| Dans l'ombre des plumes'                            | Armel Pouya               | Burkina Faso                     | 4       |
| Malaika, patrimoine culturel d'une nation           | N. Serge Dimitri Pitropa  | Burkina Faso                     | 7       |
| Totem                                               | Claver Yaméogo            | Burkina Faso                     | 9       |
| La Belle et le serpent                              | Ahissi Quenum             | Côte d'Ivoire                    | 5       |
| Rédemption                                          | Alfred Zakro              | Côte d'Ivoire                    | 8       |
| Silence                                             | Medalys Jesmar Anjarasoa  | Madagascar                       | 2       |
| Bilichi                                             | Mahamet Kone              | Mali                             | 5       |
| Kondekiè                                            | Kadidiatou Konaké         | Mali                             | 7       |
| Pie Dan Lo                                          | Kim Yip Tong              | Maurice                          | 13      |
| Les Remplaçants                                     | Hadiza Abdou Idé          | Niger                            | 8       |
| Hadu                                                | Damilola Solesi           | Nigeria                          | 7       |
| Langue maternelle (Mother Tongue)                   | Duncan Senkumba           | Ouganda                          | 3       |
| Ban’a Mayi                                          | Maud-Salomé Ekila Bofunda | République démocratique du Congo | 8       |
| Les Aventures de Kady et Djudju (L'Empire du Ghana) | Fatoumata Bathily         | Sénégal                          | 12      |
| Milimo                                              | Kemane Bâ                 | Sénégal                          | 3       |
| Madjbara (L'Arc-en-ciel)                            | Khalil Salma              | Tchad                            | 13      |
| Toile de papillon                                   | Alexandre Madina N’Falle  | Togo                             | 3       |

### Compétition Films des écoles de cinéma
| Titre                                                     | Réalisation                   | Ecole                       | Pays                             | Minutes |
| --------------------------------------------------------- | ----------------------------- | --------------------------- | -------------------------------- | ------- |
| Coeur en panne                                            | Pamela Félicité Clara Houndje | ISMA                        | Bénin                            | 13      |
| L'Enfer du décor                                          | Assouni Benon                 | ISMA                        | Bénin                            | 13      |
| Lien d'amertume                                           | Godwin Pascalin Houmbié       | ISMA                        | Bénin                            | 13      |
| Victime silencieuse                                       | Kate Djiwan                   | ISMA                        | Bénin                            | 13      |
| Où est passée la lumière du jour ? (Where's the Daylight? | Gaston W. Bonkoungou          | ISIS-SE                     | Burkina Faso                     | 8       |
| Le Serment de Boukary                                     | Sagou Banou                   | ISIS- SE                    | Burkina Faso                     | 13      |
| Brisée                                                    | Abdéel Compaoré               | ISIS- SE                    | Burkina Faso                     | 14      |
| Chut                                                      | Jean Eric Oka                 | ISTC                        | Côte d'Ivoire                    | 13      |
| Malgré moi                                                | Aya Zouzou                    | IUA                         | Côte d'Ivoire                    | 17      |
| Le Secret de Victoria (Serr Victoria)                     | Bassma Farah Nancy            | Jesuit Cairo Culture Center | Égypte                           | 13      |
| Ebu (perdue)                                              | Thompson Lordson              | NAFTI                       | Ghana                            | 10      |
| Ton mari, c'est ton Dieu                                  | N’Kony Sylla                  | Sabou Ciné Talents          | Guinée                           | 18      |
| La Couleur de l'esprit                                    | Mariama Cissé                 | Sabou Ciné Talents          | Guinée                           | 18      |
| GNF 198000                                                | Mamadou Korka Camara          | ISA Mory Kanté              | Guinée                           | 13      |
| Instinct virtuel                                          | M’mah Soumah                  | ISA Mory Kanté              | Guinée                           | 10      |
| Baddjo An On                                              | Alhassane Baldé               | Sabou Ciné Talents          | Guinée                           | 19      |
| Madi                                                      | Ramata Maïga                  | Accomptibility Lab School   | Mali                             | 13      |
| Double esprit                                             | Lavie Rock                    | 3tamis                      | République démocratique du Congo | 7       |
| Imihanda (Quartier)                                       | Azam Ndahiro                  | Joël Karekezi Production    | Rwanda                           | 12      |
| Décidé                                                    | Jude Koudaya                  | Yennenga Academy            | Togo                             | 12      |

### Section Sukabè (enfance)
| Titre                                          | Réalisation              | Genre     | Pays          | Minutes |
| ---------------------------------------------- | ------------------------ | --------- | ------------- | ------- |
| Frère et soeur                                 | Issiaka Sanni            | Fiction   | Bénin         | 13      |
| Totem                                          | Claver Yaméogo           | Animation | Burkina Faso  | 9       |
| Dans l'ombre des plumes                        | Armel Pouya              | Animation | Burkina Faso  | 4       |
| Malaika, patrimoine culturel d'une nation      | N. Serge Dimitri Pitropa | Animation | Burkina Faso  | 7       |
| Kadi Jolie raconte                             | Aminata Diallo Glez      | Animation | Burkina Faso  | min     |
| Rédemption                                     | Alfred Zakro             | Animation | Côte d'Ivoire | 8       |
| La Belle et le serpent                         | Ahissi Quenum            | Animation | Côte d'Ivoire | 5       |
| Sokhna                                         | Boris Oué                | Fiction   | Côte d'Ivoire | 30      |
| Les Statues vivent aussi                       | Romain Fianu             | Fiction   | France        | 14      |
| Karnaval                                       | Henri Pardo              | Fiction   | Haïti         | 112     |
| After the Long Rains                           | Damien Hauser            | Fiction   | Kenya         | 91      |
| Garibou                                        | Seydou Cissé             | Fiction   | Mali          | 20      |
| Kondekiè                                       | Kadidiatou Konaké        | Animation | Mali          | 7       |
| Le Lac bleu (Al Marqa Zarqa)                   | Daoud Aoulad-Syad        | Fiction   | Maroc         | 85      |
| Le Génie                                       | Enricka M.H.             | Fiction   | Martinique    | 15      |
| Les Remplaçants                                | Hadiza Abdou Idé         | Animation | Niger         | 8       |
| Langue maternelle (Mother Tongue)              | Duncan Senkumba          | Animation | Ouganda       | 3       |
| La Chèvre mange la salade (Kabri I Manz Salad) | Nicolas Séry             | Fiction   | La Réunion    | 22      |
| Timpi Tampa (L'Empreinte)                      | Adama Bineta Sow         | Fiction   | Sénégal       | 83      |
| Les Yeux de Mabil                              | Khadidiatou Sow          | Fiction   | Sénégal       | 18      |
| Kreme                                          | Magaye Gaye              | Fiction   | Sénégal       | 16      |
| Madjbara (L'Arc-en-ciel)                       | Khalil Salma             | Animation | Tchad         | 13      |
| Toile de papillon                              | Alexandre Madina N’Falle | Animation | Togo          | 3       |

### Section Panorama
| Titre                                                          | Genre        | Réalisation                          | Pays                      | Minutes |
| -------------------------------------------------------------- | ------------ | ------------------------------------ | ------------------------- | ------- |
| Othelo, le Grand (Othelo, O Grande)                            | documentaire | Lucas H. Rossi Dos Santos            | Brésil                    | 83      |
| La Destinée d'une camionneuse                                  | documentaire | Yssouf Koussé                        | Burkina Faso              | 78      |
| Half Heaven                                                    | fiction      | Enah Johnscott                       | Cameroun                  | 127     |
| Notre terre, notre liberté (Our Land, our Freedom)             | documentaire | Zipporah Kimundu                     | Kenya                     | 99      |
| Backstage                                                      | fiction      | Afef Ben Mahmoud et Khalil Benkirane | Maroc                     | 102     |
| Les Divorcées de Casablanca                                    | fiction      | Ahed Bensouda                        | Maroc                     | 114     |
| Les Souvenirs d'amour sont revenus (Memories of Love Returned) | documentaire | Ntare Guma Mbaho Mwine               | Ouganda                   | 76      |
| Souffrir en silence (Eat Bitter)                               | documentaire | Pascale Appora-Gnekindy              | République centrafricaine | 95      |
| A quand l'Afrique ?                                            | documentaire | David Pierre Fila                    | République du Congo       | 96      |
| Banel et Adama                                                 | fiction      | Ramata Toulaye Sy                    | Sénégal                   | 87      |
| Ndar Saga Waalo                                                | documentaire | Ousmane William Mbaye                | Sénégal                   | 91      |
| Yambo Ouologuem, la blessure                                   | documentaire | Kalidou Sy                           | Sénégal                   | 73      |
| Par-delà les montagnes                                         | fiction      | Mohamed Ben Attia                    | Tunisie                   | 90      |
| Les Filles d'Olfa                                              | documentaire | Kaouther Ben Hania                   | Tunisie                   | 107     |

### Section Diversités
| Titre                                | Genre        | Réalisation       | Pays          | Minutes |
| ------------------------------------ | ------------ | ----------------- | ------------- | ------- |
| Harraga – Those Who Burn Their Lives | documentaire | Benjamin Rost     | Allemagne     | 86      |
| La Tombe vide (The Empty Grave)      | documentaire | Agnes Lisa Wegner | Allemagne     | 98      |
| This Jungo Life                      | documentaire | David Fedele      | Australie     | 76      |
| Ni chaînes ni maîtres                | fiction      | Simon Moutaïrou   | Bénin         | 98      |
| Dans la peau                         | fiction      | Pascal Tessaud    | France        | 105     |
| Les Statues vivent aussi             | documentaire | Romain Fianu      | France        | 14      |
| L’Histoire de Souleymane             | fiction      | Boris Lojkine     | France        | 93      |
| Latitude Fénix                       | documentaire | Welket Bungue     | Guinée-Bissau | 15      |
| Kanaval                              | fiction      | Henri Pardo       | Haïti         | 112     |
| Kidnapping Inc.                      | fiction      | Bruno Mourral     | Haïti         | 147     |
| Sirènes                              | fiction      | Sarah Malleon     | Martinique    | 16      |
| Garanti 100% kreol                   | documentaire | Laurent Panteleon | La Réunion    | 63      |
| Fight like a Girl                    | fiction      | Matthew Leutwyler | Rwanda        | 118     |

### Fespaco VR
| Titre                  | Genre        | Réalisation                      | Pays     | Minutes |
| ---------------------- | ------------ | -------------------------------- | -------- | ------- |
| Origen                 | Genre        | Emilia Sanchez                   | Brésil   | min     |
| El Beat VR doc         | documentaire | Irene Lema                       | Colombie | 10      |
| Ndokette               | Genre        | Atelier N’dokette                | Guinée   | 20      |
| Dreaming of Lebanon VR | documentaire | Cynthia Sawma & Martin Waehlisch | Liban    | 21      |
| The Soil of Namib      | Serie VR Doc | Christian Zipfel                 | Namibie  | 3 x 9   |
| Dakar Faan Club        | 360°Série    | série                            | Sénégal  | 4 x 5   |

### Compétition Perspectives
| Titre                                                        | Genre        | Réalisation                                                     | Pays                             | Minutes |
| ------------------------------------------------------------ | ------------ | --------------------------------------------------------------- | -------------------------------- | ------- |
| Une si longue nuit                                           | fiction      | Delphine Yerbanga                                               | Burkina Faso                     | 85      |
| Pirinha                                                      | documentaire | Natasha Craveiro                                                | Cap-Vert                         | 60      |
| 1964 : le Cimetière des Kamoken                              | documentaire | Rachèle Magloire                                                | Haïti                            | 97      |
| Disco Afrika : une histoire malgache                         | fiction      | Luck Razanajaona                                                | Madagascar                       | 81      |
| Klema (Saison sèche)                                         | documentaire | Boubacar Gakou Touré                                            | Mali                             | 90      |
| Ressacs, une histoire touarègue                              | documentaire | Intagrist El Antsari                                            | Mali                             | 125     |
| Les Miennes                                                  | documentaire | Samira El Mouzghibati                                           | Maroc                            | 96      |
| 2G                                                           | documentaire | Karim Sayad                                                     | Maroc                            | 77      |
| Mora est là (Mougha Youchked)                                | documentaire | Khalid Zairi                                                    | Maroc                            | 87      |
| The Legend of the Vagabond Queen Lagos                       | fiction      | James Tayler, Mathew Cerf, Temitope Ogumgbamila, Samuel Okechuk | Nigeria                          | 101     |
| Nail's Man                                                   | fiction      | Sheriya Twana                                                   | République démocratique du Congo | 65      |
| Catcher                                                      | documentaire | Derhwa Kasunzu                                                  | République démocratique du Congo | 63      |
| Un monde Titanic (Minimals in a Titanic World)               | fiction      | Philbert Aimé Mbabazi Sharangabo                                | Rwanda                           | 78      |
| Phiona, la fille de Madrid (Phionia, umukobwa uvuye I Madrid | fiction      | Mutiganda Wa Nkunda                                             | Rwanda                           | 65      |
| Timpi Tampa (Empreinte)                                      | fiction      | Adama Bineta Sow                                                | Sénégal                          | 83      |
| Une si longue lettre                                         | fiction      | Angèle Diabang                                                  | Sénégal                          | 105     |
| Warassa                                                      | fiction      | Aaron Zegoube Padacke                                           | Tchad                            | 100     |
| Cent douze                                                   | documentaire | Joel M’Maka Tchedre                                             | Togo                             | 65      |
| Derrière le soleil                                           | documentaire | Dhia Jerbi                                                      | Tunisie                          | 66      |
| La Source (Who Do I Belong To?)                              | fiction      | Meryam Joobeur                                                  | Tunisie                          | 120     |

### Prix Thomas Sankara pour le panafricanisme
| Titre                                                 | Genre        | Réalisation                       | Pays                | Minutes |
| ----------------------------------------------------- | ------------ | --------------------------------- | ------------------- | ------- |
| Héritage : l'histoire décolonisée de l'Afrique du Sud | documentaire | Tara Moore                        | Afrique du Sud      | 109     |
| Mother City                                           | documentaire | Miki Redelinghys                  | Afrique du Sud      | 103     |
| Katanga, la danse des scorpions                       | fiction      | Dani Kouyaté                      | Burkina Faso        | 113     |
| Ouezzin Danie Lazare Coulibaly, voie d'Afrique        | documentaire | Bernard Yaméogo                   | Burkina Faso        | 60      |
| Nome                                                  | fiction      | Sana Na N'Hada                    | Guinée-Bissau       | 117     |
| Notre terre, notre liberté (Our Land, our Freedom)    | documentaire | Zipporah Kimundu                  | Kenya               | 99      |
| Sitabomboa, chez les zébus francophones               | documentaire | Lova Nantenaina                   | Madagascar          | 104     |
| Ressacs, une histoire touarègue                       | documentaire | Intagrist El Antsari              | Mali                | 125     |
| Sanko, le rêve de Dieu                                | fiction      | Mariam Kamissoko, Fousseyni Maïga | Mali                | 117     |
| A quand l'Afrique ?                                   | documentaire | David Pierre Fila                 | République du Congo | 96      |
| Yambo Ouologuem, la blessure                          | documentaire | Kalidou Sy                        | Sénégal             | 73      |
| Goodbye Julia                                         | fiction      | Mohamed Kordofani                 | Soudan              | 120     |
| Diya, le prix du sang                                 | fiction      | Achille Ronaimou                  | Tchad               | 95      |
| Les Enfants rouges                                    | fiction      | Lotfi Achour                      | Tunisie             | 97      |

## Le Palmarès officiel
PRIX DECERNES A LA CEREMONIE DE CLOTURE,

### Fiction long métrage
| Prix                        | Attribué à                                                       | Pays         |
| Étalon d'or (20 M Fcfa)     | Katanga, la danse des scorpions de Dani Kouyaté                  | Burkina Faso |
| Étalon d'argent (10 M Fcfa) | Le Village aux portes du paradis de Mo Harawe                    | Somalie      |
| Étalon de bronze (5 M Fcfa) | On Becoming a Guinea Fool (Devenir une pintade) de Rungano Niony | Zambie       |
| Prix du public (3 M Fcfa)   | Katanga, la danse des scorpions de Dani Kouyaté                  | Burkina Faso |

### Documentaire long métrage
| Prix                        | Attribué à                              | Pays                             |
| Étalon d'or (10 M Fcfa)     | L'homme-vertige de Malaury Eloi Paisley | Guadeloupe                       |
| Étalon d'argent (5 M Fcfa)  | Tongo Saa de Nelson Makengo             | République démocratique du Congo |
| Étalon de bronze (3 M Fcfa) | Loin de moi la colère de Joël Akafou    | Côte d'Ivoire                    |

### Courts métrages (Fespaco Shorts) fiction
| Prix                         | Attribué à                                                         | Pays     |
| Poulain d'or (5 M Fcfa)      | Je te promets le paradis (I Promise you Paradise) de Morad Mostafa | Égypte   |
| Poulain d'argent (3 M Fcfa)  | Alazar de Beza Hailu Lemma                                         | Éthiopie |
| Poulain de bronze (2 M Fcfa) | Le Bisou (Boussa) de d'Azzedine Kasri                              | Algérie  |
| Mention spéciale             | Langue maternelle de Mariame Ndiaye                                | Mali     |

### Courts métrages (Fespaco Shorts) documentaire
| Prix                         | Attribué à                                        | Pays         |
| Poulain d'or (5 M Fcfa)      | Khamsinette de Assia Khemici                      | Algérie      |
| Poulain d'argent (3 M Fcfa)  | Le Médaillon de Ruth Hunduma                      | Éthiopie     |
| Poulain de bronze (2 M Fcfa) | Murmures de Kivu Ruhorahoza et Christian Nyampeta | Rwanda       |
| Mention spéciale             | Kapital de Simplice Herman Gnanou                 | Burkina Faso |

### Section Perspectives
| Prix                                                                                                  | Attribué à                                    | Pays                             |
| Prix Samba Félix N’Diaye du premier film documentaire long métrage (2 M Fcfa)                         | Catcher de Derhwa Kasunzu                     | République démocratique du Congo |
| Prix Oumarou Ganda de la meilleure première ou deuxième œuvre de film fiction long métrage (2 M Fcfa) | La Source de Meryam Joobeur                   | Tunisie                          |
| Prix Idrissa Ouédraogo de la meilleure révélation (1 M Fcfa)                                          | Nail’s man de Sheriya Twana                   | République démocratique du Congo |
| Mention spéciale                                                                                      | Klema / Saison sèche de Boubacar Gakou Touré  | Mali                             |
| Mention spéciale                                                                                      | Timpi Tampa (L’Empreinte) de Adama Bineta Sow | Sénégal                          |

### Section Burkina films
| Prix                                                                                        | Attribué à                                                        | Pays         |
| Grand prix du Président du Faso du meilleur film burkinabè « Yikian ! (Debout !) (5 M Fcfa) | Yikian ! (Debout !) de Alidou Badini                              | Burkina Faso |
| Grand prix du Président du Faso du meilleur film espoir (3M Fcfa)                           | Soixante-quinze mille francs de Kiswensida Jean-Claude Ouédraogo  | Burkina Faso |
| Grand prix du Président du Faso de la meilleure révélation du cinéma burkinabè (2 M Fcfa)   | Ouezzin Daniel Lazare Coulibaly, Voie d’Afrique de Bernard Yanogo | Burkina Faso |

### Prix du Président Thomas Sankara pour la promotion des valeurs du panafricanisme
| Prix                | Attribué à                                               | Pays           |
| 1er prix (5 M Fcfa) | Our land, our freedom de Meena Nanii et Zipporah Kimundu | Kenya          |
| 2e prix (2 M Fcfa)  | Mother City de Miki Redelinghuys                         | Afrique du Sud |

### Prix Paul Robeson du meilleur film de la diaspora
| Prix                                                         | Attribué à                                    | Pays       |
| Prix Paul Robeson du meilleur film de la diaspora (2 M Fcfa) | L’Homme-vertige de Malaury Eloi Paisley       | Guadeloupe |
| Mention spéciale                                             | L’oubli tue deux fois de Pierre Michel Jean   | Haïti      |
| Mention spéciale                                             | Othelo, le grand de Lucas H. Rossi dos Santos | Brésil     |

PRIX DECERNES A LA REMISE DES PRIX SPECIAUX du vendredi 28 février à l’hôtel Azalaï

### Prix de la collaboration artistique
| Prix                               | Attribué à | Pays                             |
| Meilleur scénario                  | Les Enfants rouges de Lotfi Achour                                                                                           | Tunisie                          |
| Meilleure interprétation féminine  | Nisrin Eradi pour le rôle de Touda dans Everybody Loves Touda de Nabil Ayouch                                                | Maroc                            |
| Meilleure interprétation masculine | Ferdinand Mbaïssané pour le rôle de Dane dans Diya d’Achille Ronaimou                                                        | Tchad                            |
| Meilleure photographie             | Alana Mejía González pour Hanami de Denise Fernandes                                                                         | Cap-Vert                         |
| Meilleur montage                   | Heba Othman pour le montage de Goodbye Julia de Mohamed Kordofani                                                            | Soudan                           |
| Meilleur décor                     | Eve Partin, chef décorateur sur Augure de Baloji                                                                             | République démocratique du Congo |
| Meilleure musique                  | Les compositeurs Richard Kett et Catherine Shrubshall pour la bande-son de Toutes les couleurs du monde de Babatunde Apalowo | Nigeria                          |
| Meilleur son                       | L’ingénieur du son François Méreu pour son travail sur L’Effacement de Karim Moussaoui                                       | Algérie                          |

### Films des écoles de cinéma
| Prix     | Attribué à                                             | Pays         |
| 1er prix | Brisée d'Abdel Compaoré (ISIS – SE)                    | Burkina Faso |
| 2e prix  | Coeur en panne de Pamela Félicité Clara Houndje (ISMA) | Bénin        |

### Prix du jury de la Semaine de la critique
| Cinéaste        | Film | Pays    |
| Abdenour Zahzah | Chroniques fidèles survenues au siècle dernier à l'hôpital psychiatrique Blida-Joinville, au temps où le Docteur Frantz Fanon était chef de la cinquième division entre 1953 et 1956 | Algérie |

### Prix du jury Séries et animations
| Prix                                 | Attribué à                                        | Pays          |
| Séries : 1er prix                    | Niabla d’Alex Ogou                                | Côte d'Ivoire |
| Séries : 2e prix                     | Or blanc de Johanna Boyer-Dilolo                  | Côte d'Ivoire |
| Séries : mention spéciale            | Monkam de Narcisse Wandji                         | Cameroun      |
| Séries : mention spéciale            | Cicatrices d'Anurin Nwunembom                     | Cameroun      |
| Films d’animation : 1er prix         | Hadu de Damilola Solesi                           | Nigeria       |
| Films d’animation : mention spéciale | Les Aventures de Kadi et Djudju de Yancouba Diémé | Sénégal       |

### Prix Yennenga Post-production
| Prix | Attribué à                                                               | Pays                             |
| Prix du fonds Nour-Eddine Saïl/Maroc (bourse de postproduction à Casa Film Lab d’une valeur de 50 000 €)                                                 | Broken drums de Marcelin Bossou                                          | Togo                             |
| Prix Leyth production/Tunisie (bourse de montage image de 30 000 € et de montage son de 20 000 €)                                                        | Nzonzing de Moimi Wezam                                                  | République démocratique du Congo |
| Prix de l’Union Européenne (5 000 €) | Au-delà des illusions de Salif Koné                                      | Côte d'Ivoire                    |
| Prix Red sea film fund/Arabie Saoudite (5 000€) | Djeliya, mémoire du mandingue de Boubacar Sangaré                        | Burkina Faso                     |
| Prix Wumda film postproduction/Burkina Faso (en partenariat avec la Fondation Orange, 4 M Fcfa et une caméra Sony ZVE10L offerte par Nextgen Media/Sony) | To Daniel de Marwa Ali Elsharkawi                                        | Égypte                           |
| Prix Rought Cut Lab Africa (RCLA)/Afrique du Sud | Vestiges du passé, sur les traces du gouverneur Faidherbe de Fara Konaté | Sénégal                          |

### Prix Yennenga coproduction
| Prix                             | Attribué à                                     | Pays                |
| Prix Red Sea Film Fund (5 000 €) | Samiya, la saison des amours d'Ousmane Diagana | Mauritanie          |
| Prix FESPACO (3 000 €)           | Rap de la Forêt de Therance Ralff Lhyliann     | République du Congo |

### Prix Spéciaux
22 prix, offerts par 19 donateurs pour une valeur totale de 97 millions de FCFA, ont récompensé des films dans diverses catégories.
| Prix | Attribué à                                        | Pays         |
| Prix de la Critique africaine Paulin Soumanou Vieyra (publications d’articles de presse dans les 33 pays membres et la diaspora africaine en anglais, en français et en arabe) | Katanga, la danse des scorpions de Dani Kouyaté   | Burkina Faso |
| Prix Silportrans International (2 M Fcfa) | Yikian ! d'Alidou Badini                          | Burkina Faso |
| Prix Iamgold Essakane SA (5 M Fcfa) | L’Homme qui plante les baobabs de Michel K. Zongo | Burkina Faso |
| Prix Ernest Gambéré-PGE de la Fondation Afkar (2 M Fcfa) | Eugénie Metala pour Sita Bella – La Première      | Cameroun     |
| Prix Wateraid (5 M Fcfa) | L'Homme qui plante les baobabs de Michel K. Zongo | Burkina Faso |
| Prix Sembène Ousmane de la Fondation Ecobank (5 M Fcfa) | Katanga, la danse des scorpions de Dani Kouyaté   | Burkina Faso |
| Prix de la chance de la LONAB (5 M Fcfa) | Sous le rônier, d'Orokia Baro                     | Burkina Faso |
| Prix Fonds de développement culturel et touristique (2 M Fcfa) | Katanga, la danse des scorpions de Dani Kouyaté   | Burkina Faso |
| Prix de la CCI-BF (5 M Fcfa) | L'Homme qui plante les baobabs de Michel K. Zongo | Burkina Faso |
| Prix de la Conférence épiscopale Burkina Faso-Niger (2 M Fcfa) | Yikian ! d'Alidou Badini                          | Burkina Faso |
| Prix Félix Houphouët-Boigny du Conseil de l’Entente (10 M Fcfa) | Une si longue nuit de Delphine Yerbanga           | Burkina Faso |
| Prix UEMOA de long métrage fiction (6 M Fcfa) | Katanga, la danse des scorpions de Dani Kouyaté   | Burkina Faso |
| Prix UEMOA de court métrage fiction (4 M Fcfa) | Foulsaré d'Ismaël Compaoré                        | Burkina Faso |
| Prix UEMOA de long métrage documentaire (6 M Fcfa) | Fatow (les fous) de Fousséni Maïga                | Mali         |
| Prix UEMOA de court métrage documentaire (4 M Fcfa) | 2002, Bataille contre l’oubli d'Abdoul Aziz Bassé | Sénégal      |
| Prix HCR (4 M Fcfa) | Waongo d'Augusta Palenfo                          | Burkina Faso |
| Prix PAM (2 M Fcfa) | L’homme qui plante les baobabs de Michel K. Zongo | Burkina Faso |
| Prix UNFPA (3 M Fcfa) | La Mariée de Myriam Birara                        | Rwanda       |
| Prix PNUD (7 M Fcfa) | Bienvenue à Kikidéni d'Aminata Diallo Glez        | Burkina Faso |
| Prix Ababacar Samb Makharam de la ville de Ouagadougou (3 M Fcfa) | Lala d'Oumarou Sambassekou                        | Burkina Faso |
| Prix de la souveraineté alimentaire (MAECR-BE) (10 M Fcfa) | Kapital de Simplice Herman Ganou                  | Burkina Faso |
| Prix de l’Assemblée législative de transition (7 M Fcfa) | Klema (Saison sèche) de Boubacar Gakou Touré      | Mali         |